# Dyspyralis immuna
Dyspyralis immuna là một loài bướm đêm trong họ Erebidae.